# 星美りか
星美 りか（ほしみ りか、1990年9月20日 - ）は、日本のタレント、歌手、元グラビアアイドル、元AV女優。ミリオンガールズZのメンバー。静岡県沼津市出身。

## 経歴
2005年、グラビアアイドル登竜門ヤングジャンプ制服コレクションにノミネートされる。
テレビ愛知の「SHAKE!FREE TV」では第二期生として、MCに抜擢されていた。
2011年7月22日、写真週刊誌『FRIDAY2011年8月5日号』で、自身初となるフルヌードを公開。同年9月、MUTEKIよりAVデビューした。その後アイデアポケットの専属女優となり1月、2月と発売された作品が同社の月間売り上げランクトップとなっている。この時点の所属事務所はディーバプロモーション。
2013年、アイデアポケット営業本部長に就任。
2014年5月1日よりミリオン専属になる事を発表、坂口みほの・クリスティーン・佐倉絆と共に「ミリオンガールズZ」にも抜擢、リーダーを務める。
2016年6月1日にAV OPEN2016の公式サイト開設に伴い市川まさみ、三上悠亜と共にイメージガールに就任した事を発表する。同年12月、ブログにて引退を発表。
2019年5月にタレントとしてティーパワーズに所属し、芸能活動に復帰する。2020年12月4日、HOSHIMI RIKA名義で歌手デビュー。
グラビアアイドル経験から、水着撮影会中止騒動ではグラビアで頑張っている子を応援したい意思を表明しており、2023年6月18日開催の「水着撮影会やグラビアなど自分の表現する場を守るべく魅力を伝える」アフターパーティーにはMCとして参加した。

## 人物
- 小学校の頃は坊主頭に近い髪型で女子よりも男子のような児童であったという[17]。
- 趣味は散歩[7]・人間観察・被害妄想。特技は、ゴルフ・水泳・料理[7]。
- 父、母、妹の4人家族。
- 5歳の幼稚園児で母親と一緒に寝ていたときにオナニーを初めて行ない、中学3年の時にイクことを覚えた[18]。初体験は中学3年の時[19]、1学年上の先輩と正常位で[20]。
- 酒癖が悪く、酔っ払うと路上で寝たり警察に絡んだりするなど、何かと面倒くさいエピソードが多々ある。
- 沢辺りおんと幼馴染。
- 本人のブログに頻繁に登場する愛犬の名前はパピコ。
- 初恋の相手はアニメ『セーラームーン』のタキシード仮面。
- 好きな男性タレントは江頭2:50[20]。
- ゴルフエキスパート1級、漢字検定5級を取得。
- AV女優となった後に出席した小学校の同窓会で同級生にAV女優になったと告白した[17]。

## 作品

### アダルトビデオ
以下の作品がある。
2011年
- 決心（9月1日、MUTEKI）

2012年
アイデアポケット専属期間
- First Impression（1月1日）[8]
- グラビアアイドルの4本番（2月1日）[8]
- りかを気持ちよくイカせて（3月1日）[8]
- 学校でしようよ!（4月1日）[8]
- スーパーアイドルナースのHな看護（5月1日）[8]
- 瞬殺!一撃バズーカ顔射（6月1日）[8]
- 僕とりかの甘〜い性活（7月1日）[8]
- ゴージャスオナニーサポート（8月19日）[8]
- 世界最高級ソープへようこそ（9月19日）[8]
- 3D×本能と欲望の濃密SEX（10月19日）
- DIGITAL CHANNEL DC98（11月1日）
- IP PLATINUM GIRLS COLLECTION 2012（11月19日）
- CUTIE VENUS（12月19日）

2013年
- ほろ酔いSEX（1月19日）
- 星美りかの濃厚な接吻とSEX（3月19日）
- DVD版 女医が教える本当に気持ちのいいセックス スゴ技編＋体位編（3月21日、ブックマン社）[23]ISBN 9784893087898
- 星美りかとヴァーチャルデート（4月19日）
- 狙われた女子校生…ストーカー痴漢（5月19日）
- 汗だくSEX（6月19日）
- 見つめ合って感じ合う情熱SEX（7月19日）
- 食べ歩き!? No no! ヤリ歩きSEX 羞恥プレイに驚愕、潮噴き、絶頂、大興奮（8月19日）
- ☆お星さま☆ キラキラ光る星美りかPREMIUM BOX 8時間（9月19日）
- LOVE SEMEN 星美りか（10月19日）
- 僕の妹がスケベ過ぎて困ってます 星美りか（11月19日）
- やっぱりデブが好き 星美りか（12月19日）

2014年
- すっぴん 星美りか（1月19日）
- 大乱交 星美りか（4月19日）

ミリオン専属期間
- 超スーパースター星美りか（6月13日）※Blu-ray版同時発売
- 星美りか 4時間5本番 濃密SEX編（7月11日）
- 星美りかと坂口みほののダブルドリーム（8月8日）
- 潜入捜査官 星美りかwithクリスティーン（9月12日）
- 生中出し初解禁!!ピタコス☆星美りか（10月10日）
- 今、ミリオンガールズZがスゴイ!ミリガZが選んだもっとも気持ちよかったSEX（10月10日）
- ベストフレンド6 佐倉絆 星美りか（11月14日）
- 星美りかが奥さんになってあげる（11月14日）
- イカセ4時間スペシャル 星美りか（12月12日）
- ミリオンドリーム2014 絶対戦体ミリガーZ 宇宙生命体イカモンと“イカ”セ大決戦スペシャル（12月12日） ※Blu-ray版同時発売

2015年
- 緊縛令嬢（1月9日）
- イカセ4時間スペシャル 佐倉絆（1月9日）
- 若妻催眠調教 ～夫の目の前で犯される美人妻～（2月13日）
- 星美りかに突然素人男性の勃起チ●コを見せつけたらどうなるのか!?徹底検証!!（3月13日）
- 全部丸見え!超肉眼中出しエロティシズム（4月10日）
- 中出し10連発（5月8日）※Blu-ray版同時発売
- 早漏を克服してあげる（6月12日）
- 新生!ミリオンガールズZがスゴイ!（6月12日）
- 日焼け姿で中出しSEX（7月10日）
- ぜーんぶ丸ごと星美りか 8時間BEST!（7月10日）※単体総集編
- 極上おもてなし風俗フルコース（8月14日）
- 星美りかのファン感謝祭 りかちゃんがHしちゃうぞ大作戦!（9月11日）
- いきなりデカチン即挿入!（10月9日）
- 媚薬激イキ失神SEX（11月13日）
- 汗だくピタコス（12月11日）

2016年
- 義父に縛られて…（1月8日）
- 地元凱旋SEX（2月12日）
- ミリオン専属女優たちによる鬼フェラスペシャル!（2月12日）
- 他人棒でイキ狂う妻の寝取られビデオレター（3月11日）
- 最強セクシーガールズユニット!ミリオンガールズZ 8時間コンプリートBEST!（3月11日）
- 黒人のデカマラで激イキFUCK!（4月8日）
- 星美りかがアナタの自宅に出張ソープ!極上テクニックに我慢出来たら中出しSEXサービス!（5月13日）
- 隣に住む絶倫タカシ君とチ●ポ好きお姉ちゃん（6月10日）
- エビ反り性感オイルマッサージ（7月8日）
- 傲慢なエリートOLを凌●レ●プ！（8月12日）
- パイパン中出し（9月9日）
- 孕ませ専用メイド（10月14日）
- 中出し女肉便器（11月11日）
- 引退 星美りか（12月9日）

### イメージDVD
- エマネチオ（2010年5月21日、イーネットフロンティア）
- リカとの生活（2010年7月25日、エアーコントロール）
- 接近（2010年9月25日、エアーコントロール）
- ドラスティック チャレンジ vol.1（2012年5月20日、ドラスティック）
- エロキュート（2012年6月29日、オルスタックピクチャーズ）
- Be NuDE…（2012年10月19日、STAR ANISE）
- ドラスティック チャレンジ vol.5（2012年12月20日、ドラスティック）
- Real X（2012年12月28日、彩文館出版）
- 湯・美人 湯の小屋温泉編（2013年2月22日、マーレーインターナショナル）
- 星美りかと不思議なパラレルワールド Vol.1 星美りか（2013年12月14日、INTEC Inc）
- 星美りかはオレのカノジョ（2015年7月25日、GARDEN）
- 旅湯めぐり（2015年9月13日、INTEC Inc）

### 音楽

#### 配信シングル
| 配信日    | タイトル               | レーベル     | 備考                  |
| --------- | ---------------------- | ------------ | --------------------- |
| 2020/12/4 | Digital Tatoo          | HOSHIMI RIKA | ※「HOSHIMI RIKA」名義 |
| 2021/4/5  | ポルノハブ             | HOSHIMI RIKA | ※3作連続リリース      |
| 2021/4/15 | キラキラきんたま金曜日 | HOSHIMI RIKA | ※3作連続リリース      |
| 2021/4/25 | ゆめゆめゆめ           | HOSHIMI RIKA | ※3作連続リリース      |

## 出演

### テレビ
- お願い!ランキング（テレビ朝日）
- グラビアトークオーディション(フジテレビ)
- ギャルサー（日本テレビ） - ヤスエ役
- グラビアの美少女（MONDO21）- 秋葉原でうさぎの着ぐるみを着ている
- 大進撃放送BONZO!!（TOKYO MX/MONDO21）- レギュラー出演
- アニこすっちゃお（つくばテレビ）
- 体育の時間（つくばテレビ）
- SHAKE!FREE TV（テレビ愛知）- MC担当
- ランク王国（TBS）
- 桃のささやき（MONDO21）
- ゴッドタン（テレビ東京）
  - 第6回キス我慢選手権（2012年9月30日）
  - 第1回イチャまんグランプリ（2013年1月26日）※キス我慢でのオードリー春日との共演がきっかけで生まれた企画、相方は同じくオードリー春日
- 匿名探偵（テレビ朝日） - 会社員役
- せんべろ女とホルモンおやじ#04 横浜のディープタウン・野毛編 （フジテレビワンツーネクスト）
- ビートたけしの親切な人が5千万円貸してくれないかTV （2013年12月、TBS）
- (仮)TV（2015年4月7日 - 9月29日、TOKYO MX）
- LOVE理論（2015年5月、テレビ東京） - 風俗嬢役
- さまぁ〜ずの神ギ問（2015年11月21日、フジテレビ）
- ビ〜チ9（2016年4月、テレビ埼玉）※マンスリーゲスト
- 侵略!ガルパンダZ（2016年4月12日 - 6月27日、TOKYO MX）- リカ役

### 映画
- BADコミュニケーション（2013年、監督：小栗はるひ、娯楽TV・ひかりTV）
- エターナル・マリア（2015年8月6日、監督：阪本武仁）‐ 葵マリア 役（主演）
- めぐる快感　あの日の私とエッチして（2016年7月8日、監督：渡邊元嗣）‐ 片桐彩香 役[26][27]
- 特務課の星　蜜乳コスプレ大作戦！（2016年11月18日、監督：渡邊元嗣）‐ 木更津真美 役[28]
- 松永天馬殺人事件併映作「脱がない男」（2019年8月17日、監督：ALi）[29]
- バージン協奏曲 それゆけ純白パンツ!（2019年10月4日、監督：小栗はるひ、オーピー映画）

### Vシネマ
- 神秘戦隊ガイアレンジャー（2012年10月12日、ZENピクチャーズ）- ガイアピンク 役
- 女子高生暴力教室（2012年12月5日、クロックワークス）- ミドリ 役
- 女子高生暴力教室 牝蜂の復讐（2012年12月28日、クロックワークス）- ミドリ 役
- 女子高生暴力教室タイマンBOX（2013年6月5日）- 主演・ミドリ 役 ※牝蜂の復讐では助演）
- 運命の赤い糸 冬の花火（2013年6月25日、Love Place）- 主演・カオリ 役
- 脱衣麻雀学園Z（2013年9月4日、アルバトロス）- 主演・ミズホ 役
- 爆裂!パチンコエンジェル 愛のキューピットホール（2014年2月15日、竹書房）- さくら 役
- 妹の夏（2014年5月2日、アルバトロス）- 主演・ナツ 役
- 時空変態人間 時間よ止まれ!（2014年12月15日、ラインコミュニケーションズ）- 二宮美保 役[30]
- 妹の恋（2016年10月5日、アメイジングD.C.）- 主演・紅葉 役

### イベント
- AVファン感謝祭 Japan Adult Expo（2016年11月10日・11日、ディファ有明）[31]
  - AV OPEN 2016（2016年11月10日） - イメージガールとして出演[31]。

### ウェブサイト
- チャレンジステーション（あっ!とおどろく放送局）
- エロカワビキニ - ウェブ写真集
- ヌードWEBグラビア「GRAPHIS」（2011年8月12日、撮影：山口勝己）

### ウェブテレビ
- 桃のささやき #31 星美りか（MONDO TV）
- トイズハートプレゼンツBUBKA「きのう誰食べた」（2015年12月03日ゲスト出演、ニコニコ生放送）[32]
- DTテレビ（2019年11月22日、AbemaTV）[33]
- バラエティ開拓バラエティ日村がゆく（2020年2月12日・19日・26日[34]、AbemaTV）
- ゴッドタン スピンオフ企画セクシー女優愛確かめ選手権（2022年3月12日、Paravi）[35]

## その他
- Bibus在校生
- ジェムケリー「SETTE」- イメージキャラクター
- マンダム「GATSBY」- イメージキャラクター
- グラカラ（第一興商）- カラオケ
- AV OPEN 2016 - イメージガール[14]

## 書籍

### 写真集
- STARIKA（2011年07月27日、撮影：山口勝己、双葉社）ISBN 978-4575303384
- asterisk（2012年09月25日、撮影：野川イサム、彩文館）ISBN 978-4775605240

### 雑誌
- ヤングジャンプ「全国女子高生制服コレクション」（集英社）
- ヤングマガジン「黒BUTA元気ガールズ」（講談社）
- SPA!（扶桑社）
- 実話大報 2012年3月号（表紙、巻頭グラビア）
- Bejean 2012年2月号（表紙）3月号（りか理科!?実験室）
- メガベッピン 2012年6月号（表紙）